# Benjamin Christensen
Benjamin Christensen (Viborg, 28 de septiembre de 1879-Copenhague, 2 de abril de 1959) fue un director de cine danés, así como guionista y actor. Dirigió Häxan, su película más conocida, en 1922.

## Trayectoria
Estudió medicina, pero se matriculó, en 1901, en la famosa escuela del Teatro Real de Copenhague. Una vez formado, Christensen fue actor tanto en el teatro de Aarhus, en Jutlandia, como en el Folkteatret de Copenhague. 
Abandonó la escena en 1907. Trabajó durante un lustro para una marca francesa de champán. Regresó en 1912 a su trabajo como actor en la ya pujante industria del cine danés. 
Cada vez más interesado por cine, Christensen pasó a la dirección de películas. La primera fue La X misteriosa (Det Hemmelighedsfulde X, 1913), gran obra del cine mudo aunque el argumento fuese simple, que además era interpretada por el propio Christensen. 
Su segunda película fue un melodrama social La noche de la venganza (Haevnens Nat, 1915), en el que ponía otra vez de manifiesto su estilo visual, tan inventivo. Tuvo éxito también y el propio Dreyer diría en 1922 que supusieron un extraordinario progreso, pese a ser precario aún.
Con La brujería a través de los tiempos (Häxan, 1922), de gran éxito, consiguió un relato de interés, trufado de hallazgos, y con gran genio poético.
Christensen, en 1924 fue el protagonista de Michael (Deseo del corazón de Carl Theodor Dreyer; representaba muy bien a un viejo pintor, que era explotado por su ayudante mucho más joven.
Luego, hizo filmes más desiguales. Pero supone un capítulo importante en el momento de explosión del cine danés.

## Obra principal
- La X misteriosa (Det Hemmelighedsfulde X, 1913)
- La noche de la venganza (Haevnens Nat, 1915), también actuaba Christensen.
- La brujería a través de los tiempos (Häxan, 1922)
- Michael (Deseo del corazón, 1924) de Carl Theodor Dreyer, donde destacó como actor.